# Amblyeleotris biguttata
Amblyeleotris biguttata är en fiskart som beskrevs av Randall 2004. Amblyeleotris biguttata ingår i släktet Amblyeleotris och familjen smörbultsfiskar. Inga underarter finns listade i Catalogue of Life.